# Tomopisthes horrendus
Tomopisthes horrendus là một loài nhện trong họ Anyphaenidae.
Loài này thuộc chi Tomopisthes. Tomopisthes horrendus được Hercule Nicolet miêu tả năm 1849.